# Копержинский, Яков Александрович
Я́ков Алекса́ндрович Копержи́нский (укр. Яків Олександрович Копержинський; 1888—1968) — инженер-кораблестроитель, главный конструктор судов типа «Аджария», «Карелия», проектов 29 и 35.

## Биография
Родился в г. Каменец-Подольский в семье учителя древних языков, впоследствии священника. Младший брат — Константин Александрович Копержинский (1894—1953), украинский советский литературовед-славист.
В 1912 году окончил кораблестроительное отделение Петербургского политехнического института и начал работать инженером-конструктором по торговым и специальным судам на Путиловском заводе.
С 1914 года на Адмиралтейском заводе на постройке линейных крейсеров.
С 1917 года исполнял обязанности начальника бюро по проектированию военных кораблей при Управлении кораблестроения.
С 1921 года ремонтировал подводные лодки на Балтийском заводе.
С 1924 года в Центральном бюро по морскому судостроению, руководитель работ по проектированию судов.
В 1922—1926 годах преподавал в Морском инженерном училище.
С 1932 года преподавал в Ленинградском кораблестроительном институте, кандидат технических наук (1938).

## Главный конструктор
- 1930 год — Почтово-товаропассажирские суда типа «Аджария»[3]. Всего было построено 6 судов данного типа[4].
- 1930 год — Грузопассажирские пароходы типа «Карелия»[3].
- 1931 год — Почтово-пассажирский теплоход «Дельфин»[3].
- 1932 год — Грузопассажирский рефрижераторный теплоход «Волга».
- 1932 год — Грузопассажирское судно «Пятилетка»[3].
- 1934 год — Сторожевые корабли проекта 29[5].
- 1936 год — Грузопассажирский теплоход «Туркменистан».
- 1940 год — Эскадренные миноносцы проекта 35[6].